# Луцарди, Лука
Лука Луцарди (итал. Luca Luzardi, 18 февраля 1970, Манербио, Италия) — итальянский футболист, игравший на позиции защитника. По завершении игровой карьеры — футбольный тренер.

## Клубная карьера
Родился 18 февраля 1970 года в городе Манербио. Воспитанник футбольной школы клуба «Брешиа». Взрослую футбольную карьеру начал в 1987 году в основной команде того же клуба, в дебютном сезоне принял участие лишь в 10 матчах чемпионата. Следующий год провёл в аренде в составе «Прато», после чего на три сезона вернулся в «Брешиа».
Своей игрой за последнюю команду привлёк внимание представителей тренерского штаба клуба «Лацио», к составу которого присоединился в 1992 году. Сыграл за «бело-голубых» следующие два сезона своей игровой карьеры.
В течение 1994—2003 годов защищал цвета клубов «Наполи», «Брешиа», «Асколи», «Реджана», «Виареджо» и «Лодиджани».
Завершил профессиональную игровую карьеру в нижнелиговом клубе «Монтеротондо», за команду которого выступал на протяжении 2004—2005 годов.

## Выступления за сборные
В течение 1989—1992 годов привлекался в состав молодёжной сборной Италии. На молодёжном уровне сыграл в 14 официальных матчах и забил один гол.
В 1992 году защищал цвета олимпийской сборной Италии. В составе этой команды провёл 3 матча и забил 1 гол. В составе сборной был участником футбольного турнира на Олимпийских играх 1992 года в Барселоне.

## Карьера тренера
Начал тренерскую карьеру вскоре после завершения карьеры игрока, в 2008 году, войдя в тренерский штаб клуба «Виченца».
В дальнейшем входил в тренерский штаб клуба «Аталанта».
В настоящее время последним местом тренерской работы был клуб «Сассуоло», в котором Лука Луцарди был одним из тренеров главной команды до 2011 года.